# ケン・ローゼンタール

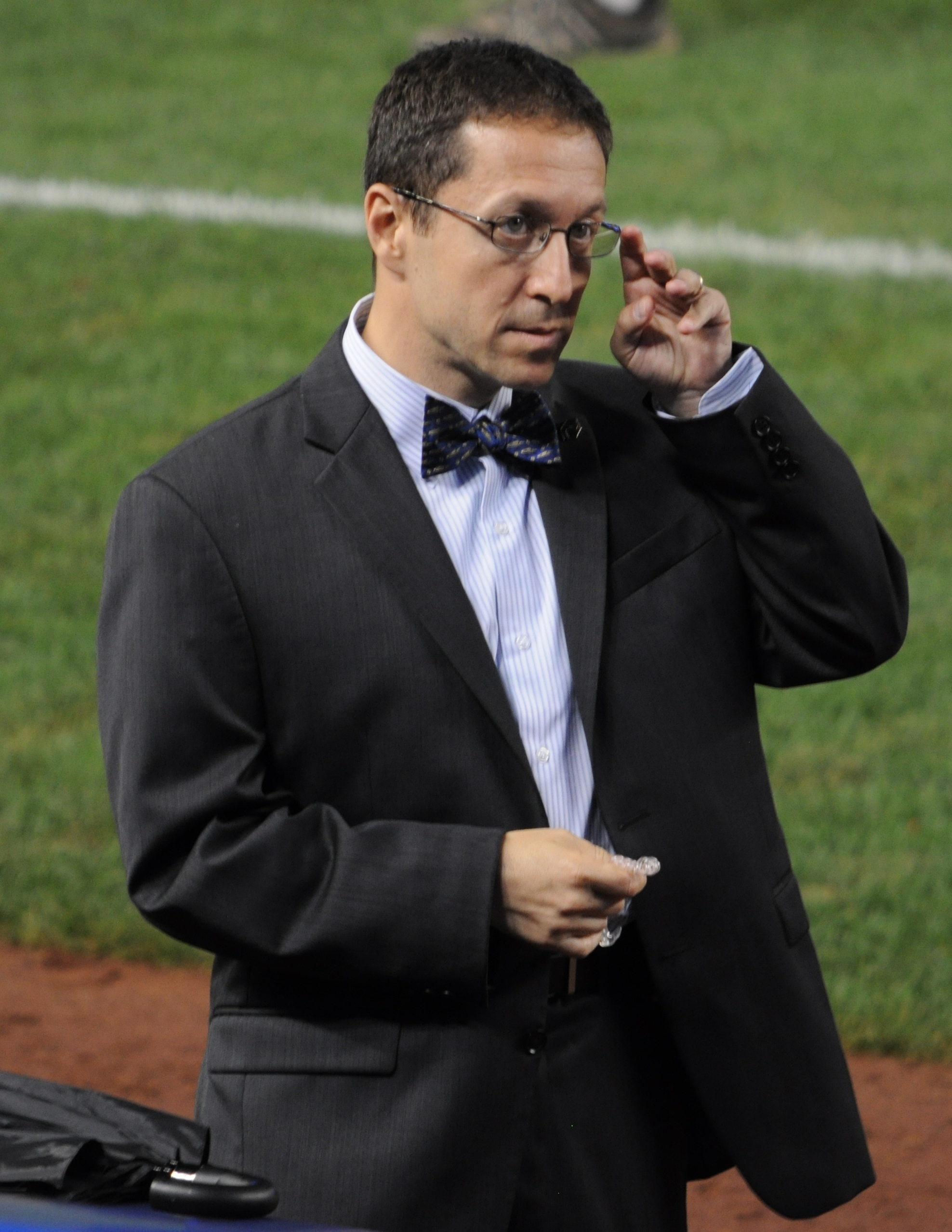
2012年7月、ヤンキースタジアムにて

ケン・ローゼンタール（Kenneth H. Rosenthal, 1962年9月19日 - ）は、アメリカ合衆国のリポーター、スポーツライター。主にメジャーリーグベースボール（MLB）を専門とする。日本のメディアでは、ローゼンサールとも表記される。
現場での取材やテレビでの解説、ソーシャルメディアを活用した素早い情報提供はいずれも評価が高く、最も信頼を集めるMLBリポーターの1人である。

## 経歴
ニューヨーク州のロングアイランド出身で、ペンシルベニア大学を卒業している。
ニューズデーのインターンとしてスポーツライターの道を歩み始め、1987年から2000年までは、ボルチモア・サンの野球担当記者として活動。この間、メリーランド州のスポーツライター・オブ・ザ・イヤーに5度選ばれている。1990年から2000年まではスポーツ・イラストレイテッド誌にも記事を連載していた。2001年からはスポーティング・ニューズの記者となる。
現在はFOXスポーツとMLBネットワークにリポーターとして籍を置いている。全米野球記者協会の会員でもある。